# 370 Modestia
A 370 Modestia (ideiglenes jelöléssel 1893 AC) a Naprendszer kisbolygóövében található aszteroida. Auguste Charlois fedezte fel 1893. július 14-én.